# Felicia Elizondo
Felicia Elizondo née le 23 juillet 1946  et morte le 15 mai 2021, est une activiste transgenre américaine très impliquée dans les luttes de la communauté LGBT. Habituée de la cafétéria Gene Compton à San Francisco à l'époque de l'émeute de la cafétéria Compton, elle participe à ce soulèvement historique de la communauté LGBT.

## Biographie

### Jeunesse et service dans l'armée
De sexe masculin à sa naissance, qui survient à San Angelo, au Texas, Elizondo a été victime de harcèlement scolaire, d'agressions sexuelles pendant son enfance, et de violences liées à son identité de genre. Son père, berger de profession, est décédé quand elle avait trois ans. Dès l’âge de cinq ans, elle sait qu’elle est « différente ». À 14 ans, elle a emménagé à San José, en Californie, avec un homme gay, et a commencé à passer du temps dans le quartier Tenderloin de San Francisco.
À 18 ans, Elizondo a rejoint la marine américaine et s'est portée volontaire pour servir dans la guerre du Vietnam, pensant qu'elle serait soit tuée, soit qu'elle accepterait son identité de genre assignée à sa naissance : « Si l'armée ne fait pas de moi un homme, rien ne le fera. »,. Après avoir servi au Vietnam pendant six mois, elle a avoué à sa hiérarchie qu'elle se sentait attirée par les hommes. Elle a été interrogée par le FBI et renvoyée de l'armée pour « cause déshonorante » en 1965. Plus tard, elle a fait reconnaitre ce renvoi comme non déshonorant.

### Activisme et carrière
Dans les années 1960, Elizondo est une cliente régulière de la cafétéria de Gene Compton à San Francisco, où l'émeute de la cafétéria de Compton, un soulèvement de la communauté LGBT, s'est produite en 1966, trois ans avant les émeutes de Stonewall à New York.
Elizondo a fait sa transition en 1974, alors qu'elle travaillait comme opératrice longue distance. Elle s'est produite en tant que drag queen pour des œuvres caritatives et dans des clubs gays sous le nom de Felicia Flames,.
Elizondo a été diagnostiquée séropositive en 1987. Elle a contribué à des panels au AIDS Memorial Quilt et a aidé à collecter des fonds pour des organisations à but non lucratif, notamment le Project Open Hand et le San Francisco LGBT Community Center. En tant que femme d'origine latino-américaine, elle a travaillé avec d'autres femmes transgenres non blanches pour lutter contre le racisme dans la communauté.
Elizondo s'est installée définitivement à San Francisco en 1991. En 2014, elle a travaillé avec la superviseure de San Francisco, Jane Kim, pour que le quartier de Turk Street soit renommé Vicki Mar Lane en l'honneur de sa défunte amie, l'artiste de drag Vicki Marlane,. En 2016, elle a de nouveau travaillé avec Kim pour renommer un quartier de Taylor Street en Gene Compton's Cafeteria Way. Elizondo est apparue à un certain nombre d'événements en 2016 pour commémorer le 50e anniversaire de l'émeute de la cafétéria de Compton.
Elizondo a été élevée au grade de « grand maréchal » lors de la Marche de la fierté de San Francisco en 2015.
Elizondo est morte le 15 mai 2021 à San Francisco, à 74 ans.